# Kramerolidia obligatus
Kramerolidia obligatus är en insektsart som beskrevs av Henry Fairfield Osborn 1935. Kramerolidia obligatus ingår i släktet Kramerolidia och familjen dvärgstritar. Inga underarter finns listade i Catalogue of Life.